# Louise-Marie de Lanternât
Louise-Marie de Lanternât, née au château de Courteilles en 1663 et morte le 14 septembre 1730, est une poétesse et historienne française.

## Biographie
Épouse de François de L’Aumosne seigneur du Bois de La Pierre, Lanternât avait étudié l’histoire, et on lui doit d’utiles recherches sur celle de sa pairie. Ses poésies, aujourd’hui oubliées, eurent quelque vogue dans le temps où elle vivait. Elle n’a pas composé, comme on le dit dans un dictionnaire historique, l’Histoire du monastère de la Chaise-Dieu, mais une Chronologie historique des prieures de la Chaise-Dieu, qu’on conservait manuscrite dans cette maison. On lui attribue, dans le même dictionnaire, d’après Moréri, une Histoire de la maison de l’Aigle, mais cet ouvrage est en réalité manuscrit comme le précédent ; il a pour titre Histoire de L'Aigle, des seigneurs de ce lieu, et de tous les événements auxquels ils ont eu part ; ce manuscrit est en réalité de Louis d’Après, curé de Saint-Martin-de-l’Aigle, pour qui Louise-Marie de Bois de La Pierre avait fait beaucoup de recherches, et avec qui elle avait des relations d’estime et d’amitié, ce qui a sans doute donné lieu de lui attribuer un ouvrage à peu près sous le même titre. Elle a aussi collecté des Mémoires pour « servir à l’histoire de Normandie ».